# Abraxas paucisignata
Abraxas paucisignata là một loài bướm đêm trong họ Geometridae.